# Vauxhall (London)
Vauxhall [ˈvɒksɔːl] ist ein Stadtteil des London Borough of Lambeth in South London im Süden der britischen Hauptstadt. Vauxhall war bis 1889 ein Teil von Surrey, als die Grafschaft City of London gegründet wurde.

## Etymologie
Die Bezeichnung Vauxhall für die betreffende Gegend hat ihre Ursprünge im späten 13. Jahrhundert. Zur Zeit von König Johann Ohneland gehörte dort Falkes de Breauté, ein Söldnerführer im Dienst des Königs, ein Haus, das in den Quellen Faulke's Hall, auch Foxhall genannt wird und das spätestens seit Mitte des 17. Jahrhunderts als Vauxhall bezeichnet wird.

## Geschichte

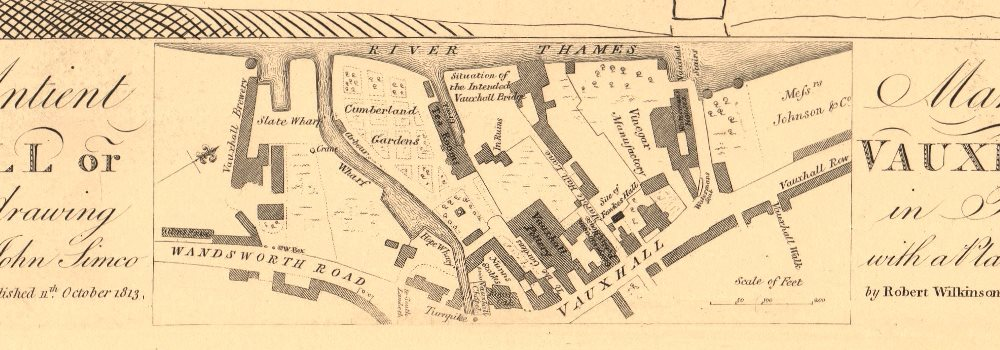
„Fawkes Hall“, 1644

Im Domesday Book von 1086, dem Grundbuch, in dem die Grundbesitzverhältnisse in England eingetragen sind, wird Vauxhall nicht erwähnt. Das Gebiet gehörte damals zu dem weitläufigen Landbesitz South Lambeth der Familie Redvers, die im Zuge der Eroberung Englands durch die Normannen ins Land gelangt war. Nach seiner Heirat mit Margaret FitzGerold († 1252), der reichen Witwe von Baldwin de Redvers, kam das Anwesen in den Besitz von Faulkes de Breauté und wurde in der Folge als Faulke's Hall, auch Foxhall bezeichnet, auch als der Besitz nach dessen Tod wieder an die Redvers zurückfiel. 1293 gelangte South Lambeth Manor und Faukes Manor in die Hand von Edward I. 1317 verlieh Edward. II. Vauxhall Manor an Roger d’Amory wegen dessen Verdienste in der Schlacht von  Bannockburn. Danach folgten weitere Besitzerwechsel.
1615 befand sich das Anwesen im Besitz von Jane Vaux, möglicherweise ein Abkömmling des Falkes de Bréauté. Zum Haus gehörte ein Areal von 11 Acres. Auf diesem Gelände wurde 1660 der Vergnügungspark Vauxhall Gardens eröffnet.
Vauxhall war von der viktorianischen Zeit bis Mitte des 20. Jahrhunderts Standort von Gas- und Wasserwerken. Diese Industrien standen im Gegensatz zu den meist bewohnten Nachbarbezirken Kennington und Pimlico. Wie in den benachbarten Battersea und Nine Elms hat die Ufersanierung die meisten ehemaligen Industriestandorte in Wohnimmobilien und neue Büroflächen umgewandelt.
Vauxhall hat dem parlamentarischen Wahlkreis Vauxhall und Vauxhall Motors seinen Namen gegeben.

## Geographie

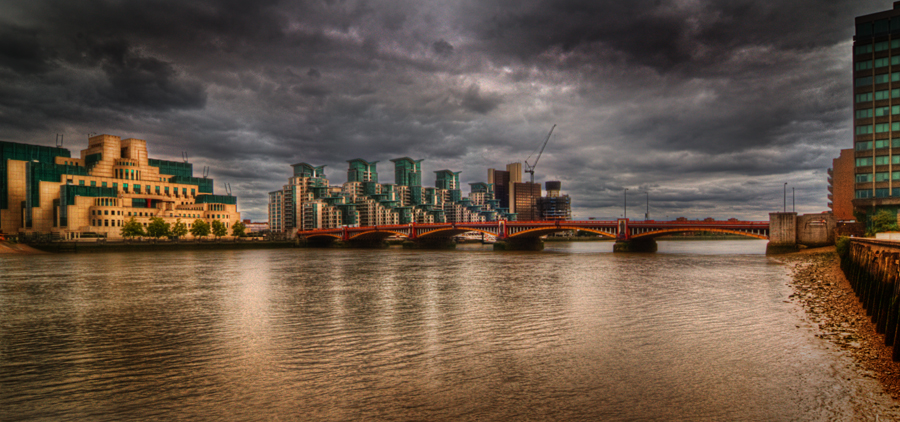
SIS-Gebäude, St George Wharf, Vauxhall Bridge, 2011

Vauxhall liegt 2,1 km (1,3 mi) südlich von Charing Cross und 1,5 km (0,93 mi) südwestlich des eigentlichen Zentrums von London an der Frazier Street in der Nähe der U-Bahn-Station Lambeth North. Vauxhall grenzt an die Themse, auf der gegenüberliegenden Seite des Flusses von Pimlico. Im Norden liegt der Bezirk Lambeth und im Nordosten der Bezirk Kennington. South Lambeth, Stockwell und das Patmore Estate liegen südlich von Vauxhall. Viele der Straßen von Vauxhall laufen in einem Bereich zusammen, der als Vauxhall Cross bekannt ist, wo sich sowohl der Bahnhof Vauxhall der South West Main Line als auch der Busbahnhof befinden. Im Nordosten von Vauxhall Cross befinden sich die Vauxhall Pleasure Gardens und im Südosten befindet sich der große Vauxhall Park.

## Verkehr
Im Zuge der Erweiterung des Streckennetzes der London and South Western Railway in Richtung Brighton wurde 1848 der Bahnhof Vauxhall Bridge Station eingeweiht. Er befindet sich am Südufer Ufer der Themse an der Zufahrt zur Vauxhall Bridge, eine Straßenbrücke, die Vauxhall seit 1818 mit dem Stadtteil Pimlico in der City of Westminster verbindet. 1856 wurde der Bahnhof nach einem Brand wieder aufgebaut und erhielt 1862 den Namen Vauxhall Railway Station.
Die U-Bahn-Station an der Victoria Line wurde 1971 eröffnet. Über die U-Bahn-Station Nine Elms ist Vauxhall seit 2021 auch über die Northern Line erreichbar.
Die fiktive U-Bahn-Station Vauxhall Cross wurde für den James-Bond-Film Die Another Day erfunden.

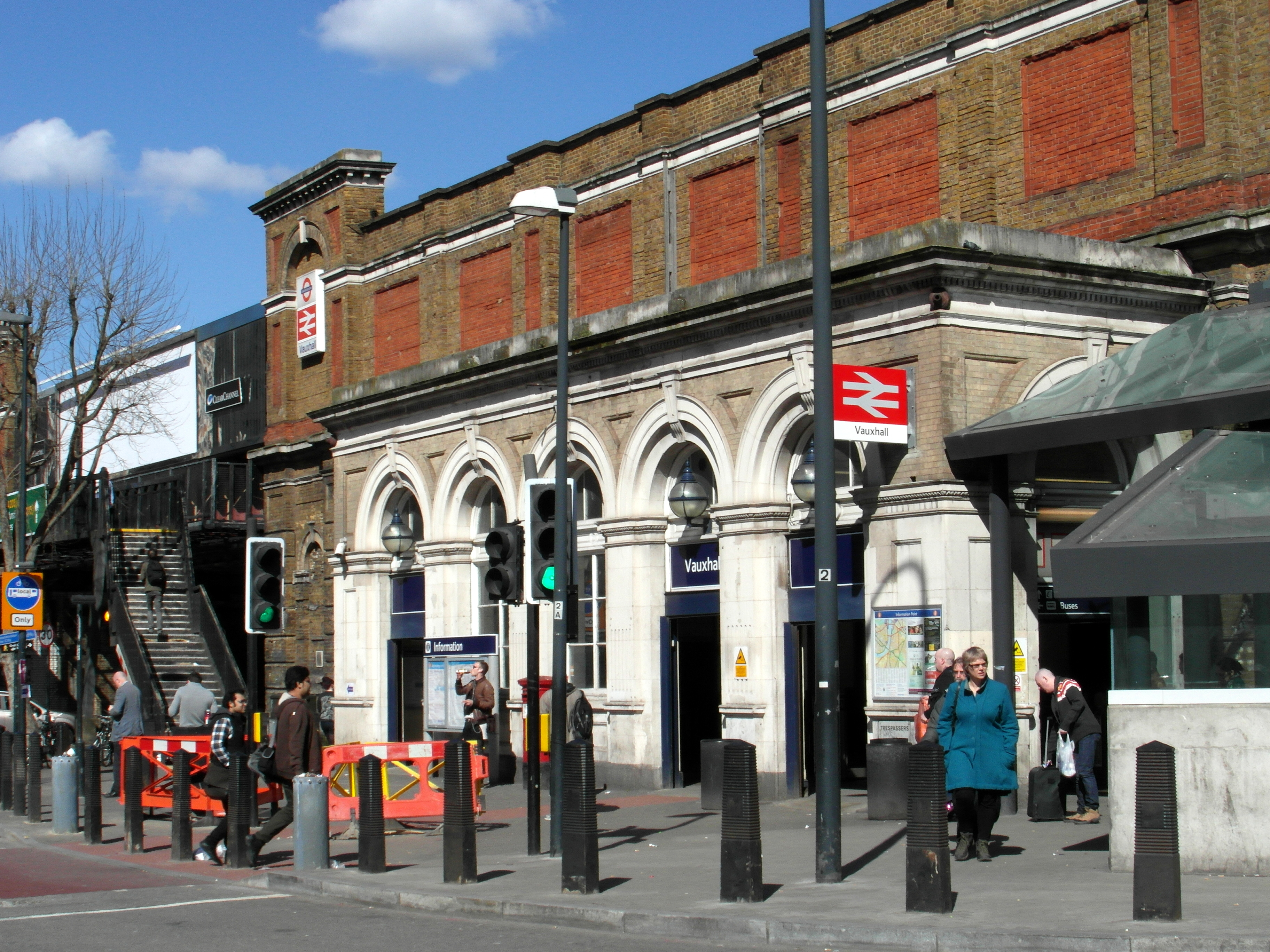
Bahnhof Vauxhall
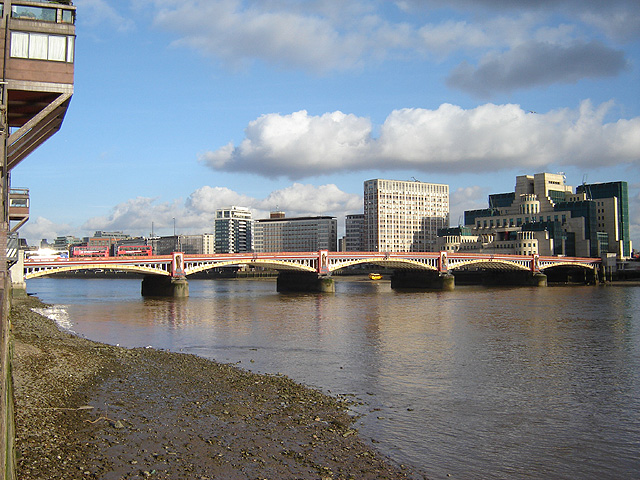
Vauxhall Bridge, rechts das SIS-Gebäude, auch bezeichnet als Vauxhall Cross
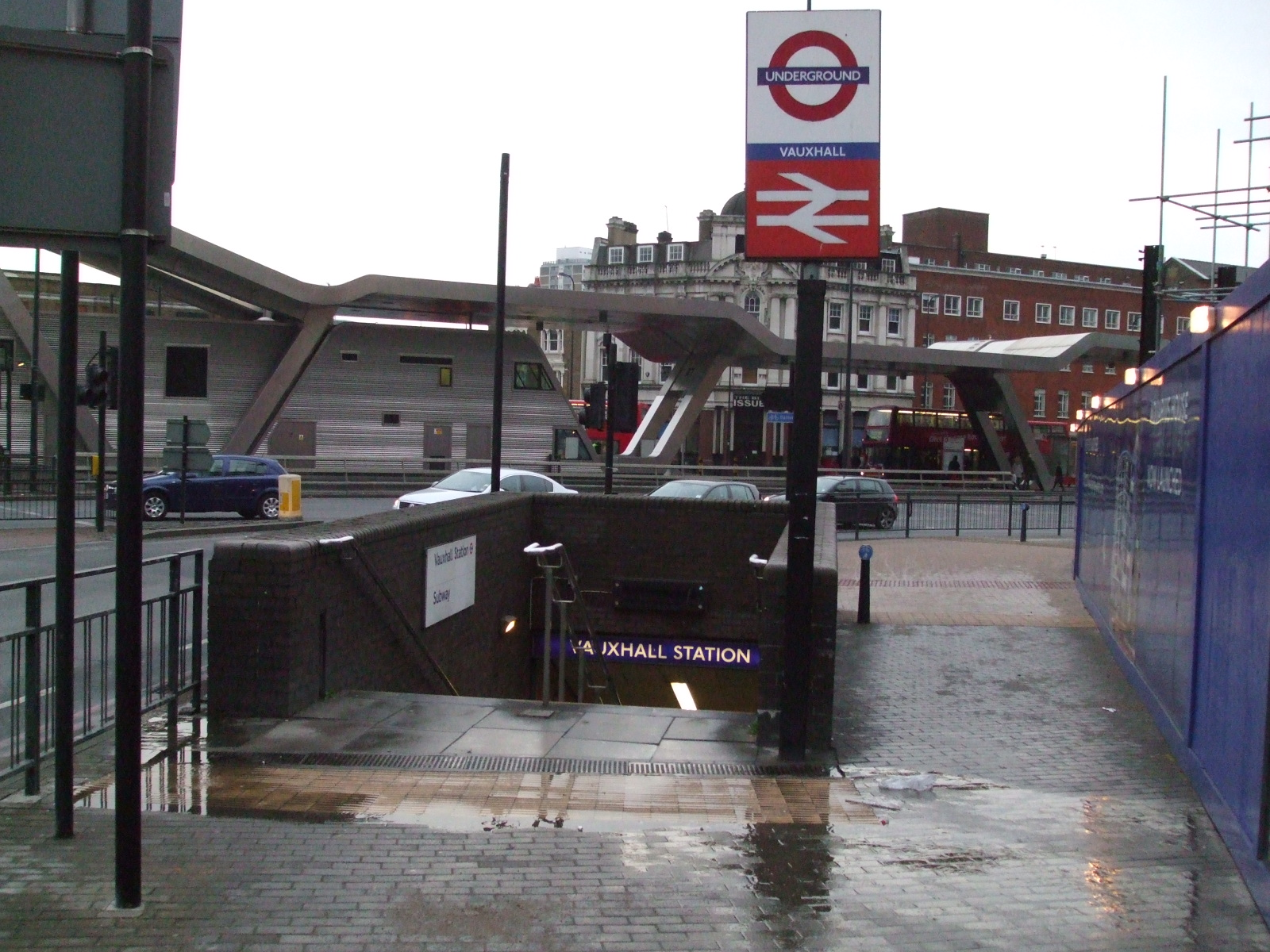
Nordeingang zur U-Bahn-Station Vauxhall
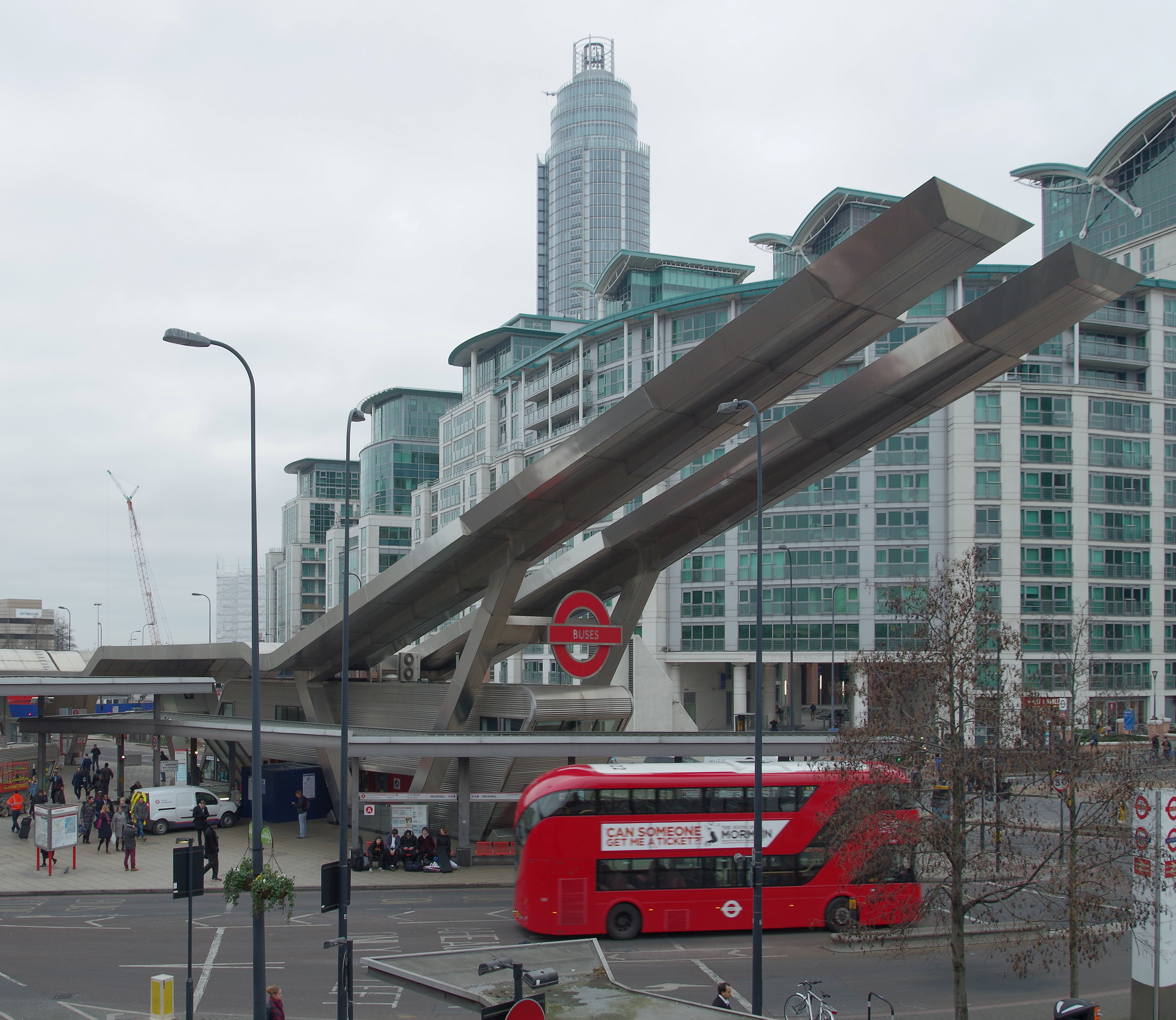
Busbahnhof Vauxhall, 2015
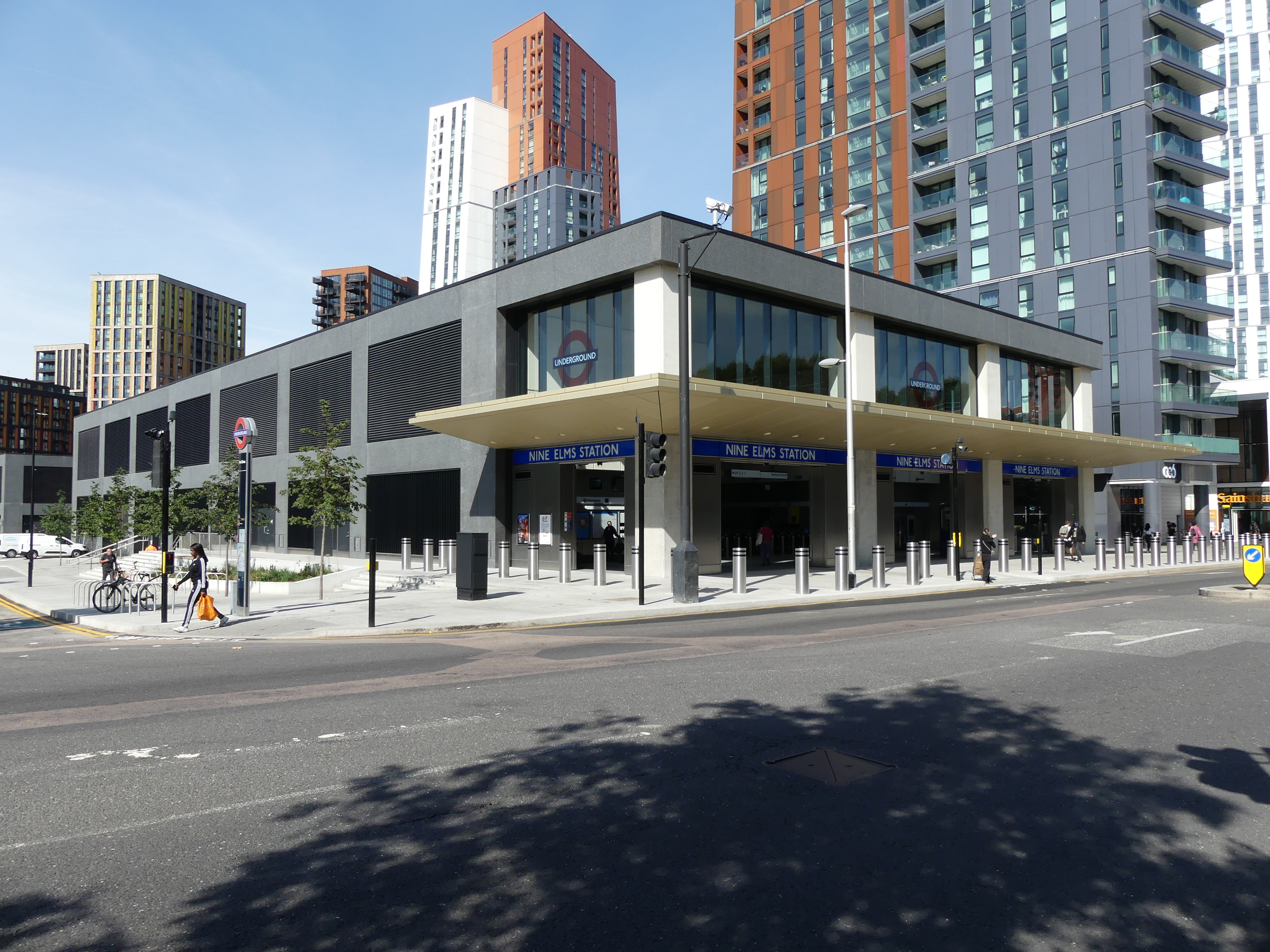
U-Bahn-Station Nine Elms

## Kommunalpolitik
Vauxhall befindet sich im London Borough of Lambeth. Es ist innerhalb des parlamentarischen Wahlkreises Vauxhall und hat ihm auch seinen Namen gegeben. Nachdem Kate Hoey aus der Labour Party abgewählt wurde, wurde Florence Eshalomi 2019 gewählt.
Der Unterbezirk Oval liegt im östlichen Teil des parlamentarischen Wahlkreises Vauxhall, aber der Wahlbezirk Lambeth Council für Vauxhall heißt Oval. Der Bezirk war in der Vergangenheit ein Randbezirk, was bedeutet, dass Kandidaten der Liberaldemokraten oder der Arbeiterpartei gewählt werden. Bei den Kommunalwahlen 2018 wird die Gemeinde von drei Ratsmitgliedern der Labour Party vertreten.
Seit den Ratswahlen 2014 hat Labour alle 24 Ratssitze im Wahlkreis Vauxhall gehalten und gewonnen, ebenso wie 2018. Bei den EU-Wahlen 2019 gewannen die Liberaldemokraten jedoch jeden Bezirk im Wahlkreis.